# Synapseudes cystoseirae
Synapseudes cystoseirae is een naaldkreeftjessoort uit de familie van de Metapseudidae. De wetenschappelijke naam van de soort is voor het eerst geldig gepubliceerd in 1978 door Amar & Cazaubon.